# Ludmilla Elisabeth von Schwarzburg-Rudolstadt

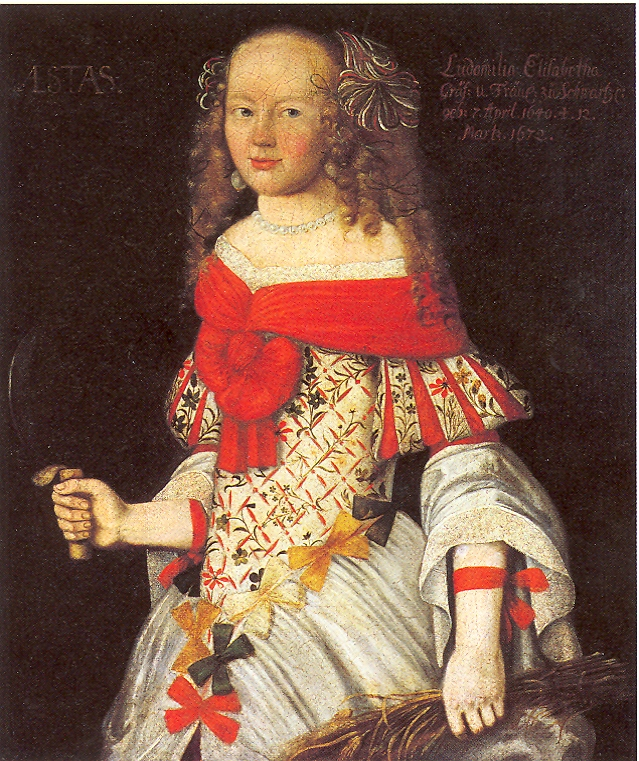
Ludmilla Elisabeth von Schwarzburg-Rudolstadt

Ludmilla Elisabeth von Schwarzburg-Rudolstadt (auch Ludomilla oder Ludämilie) (* 7. Apriljul. / 17. April 1640greg.; † 12. Märzjul. / 22. März 1672greg.1672 in Rudolstadt) war eine Gräfin von Schwarzburg-Rudolstadt und deutsche Kirchenlieddichterin.

## Leben
Ludmilla Elisabeth von Schwarzburg-Rudolstadt war eine Tochter des Ludwig Günther von Schwarzburg-Rudolstadt und dessen Frau Gräfin Emilie von Oldenburg. Ihr Vater starb bereits 1646 und so wurde sie von ihrer Mutter streng evangelisch erzogen.
Angeregt von ihrer Schwägerin Aemilie Juliane von Schwarzburg-Rudolstadt, versuchte sich die wissenschaftlich und künstlerisch begabte Ludmilla schon früh auf Schloss Friedensburg in der Dichtung von Kirchenliedern. Wesentlichen Einfluss auf sie hatte auch Ahasverus Fritsch, der spätere Kanzler ihres Bruders Albrecht Anton.
Nach dem Tod der Mutter 1670 lebte Ludmilla mit ihren drei Schwestern in Rudolstadt, der Residenz des Bruders. Im Jahr 1671 erfolgte Ludmillas Verlobung mit Christian Wilhelm, den nachmaligen Fürsten von Schwarzburg-Sondershausen. Dieses ging sie widerwillig ein, da es ihrer Frömmigkeit widersprach. Im Jahr 1672 starb Ludmilla Elisabeth zusammen mit zwei ihrer Schwestern bei einer Masernepidemie.

## Werk
Ludmilla Elisabeth von Schwarzburg-Rudolstadt hat 208 geistliche Lieder verfasst, die Aemilia Juliane von Schwarzburg-Rudolstadt mit Hilfe von Ahsaverus Fritsch im Jahr 1687 nach dem Tod der Autorin herausgegeben hat. Diese erschienen unter dem Titel Die Stimme der Freundin, d. i. Geistliche Lieder, welche aus brünstiger und biß ans Ende beharrter Jesusliebe verfertigt und gebraucht Weiland die Hochgebohrne Gräfin und Fräulein Ludämilia Elisabeth, Gräfin und Fräulein zu Schwartzburg und Hohensteins Christseligen Andenckens in Rudolstadt.
Die Kirchenlieder der Autorin sind formal einfach gehalten und stehen unter dem literarischen Einfluss von Johann Scheffler und Martin Opitz. Sie behandeln die frühpietistische Innerlichkeit und stehen im Wirkungskreis von Ahasverus Fritsch.
Die originalen Manuskripte der Kirchenlieder sind heute unzugänglich. Die 1856 erschienene Ausgabe von Die Stimme der Freundin ist von Wilhelm Thilo editiert. Das Werk umfasst 206 Lieder auf 465 Seiten. Das wahrscheinlich von Aemilie Juliane von Schwarzburg-Rudolstadt verfasste Vorwort des Werkes betont, dass die Lieder Ausdruck der Gläubigkeit Ludmilla Elisabeth von Schwarzburg-Rudolstadts und ihrer Verehrung zu Gott sind. Darin beschreibt sie auch, dass die Autorin einen spirituellen und meditativen Zugang zur Bibel habe. Zudem habe sich die Autorin mehr um den Inhalt als um die Form des Werkes gekümmert.
Ihre Kirchenlieder fanden Einzug in verschiedene religiöse Sammelwerke – beispielsweise in Süsse Gnaden-Milch und kräfftiges Trost-Honig: aus Gottes Holdseligen Munde und Lieb-vollen Hertzens-Grunde (1675) von dem Hofprediger von Rudolstadt Johann Gregor Roth. Darin sind vier Lieder von Ludmilla Elisabeth von Schwarzburg-Rudolstadt enthalten. Ebenfalls findet sich eine ihrer Dichtungen in der Liedersammlung Etliche Geist-reiche Trost-Lieder, welche sich hohe Persohnen zu Wahl-Sprüchen und Leib-Lieder erwählet haben (1800) von J. G. Krause.
Die von Traugott Löschke verfasste Leichenpredigt bezeichnet Ludmilla Elisabeth von Schwarzburg-Rudolstadt als „unbestreitbar grösste[] und orginellste[] Dicheterin der evangelischen Kirche“.
Einige ihrer Lieder, darunter Jesus, Jesus, nichts als Jesus, Schaff in mir, Gott, ein reines Herz und Sorge, Vater, sorge du, waren noch bis ins 20. Jahrhundert in deutschen Gesangbüchern vertreten. Das letztere steht noch in schwedischer Übersetzung im schwedischen Gesangbuch von 1986 (Nr. 554).

## Schriften (Auswahl)
- Etliche Geist-reiche Trost-Lieder, welche sich hohe Persohnen zu Wahl-Sprüchen und Leib-Lieder erwählet haben (1800?) (online).
- Die Stimme der Freundin/ Das ist: Geistliche Lieder. Rudolphstadt 1856 (online).
- Lieder im Anhang von Johann Gregor Roth: Süsse Gnaden-Milch und kräfftiges Trost-Honig: aus Gottes Holdseligen Munde und Lieb-vollen Hertzens-Grunde. Rudolstadt 1675 (swisscovery-Eintrag).
- Der Gräfin Ludämilia Elisabeth von Schwarzburg-Rudoldtstadt geistliche Lieder. In: Wilhelm Schircks (Hrsg.): Geistliche Sängerinnen der christlichen Kirche deutscher Nation. Band 3. Halle 1856 (online).